# Claude Godart
Claude Godart (ur. 20 października 1980 w Luksemburgu) – luksemburski lekkoatleta.
Lekkoatletykę zaczął trenować w 1990 roku.
Wielokrotny medalista igrzysk małych państw Europy. W 1999 zdobył złoty medal w sztafecie 4 × 400 m, w 2003 wywalczył srebro w tej samej konkurencji, w 2005 został złotym medalistą tych zawodów na 110 m ppł oraz srebrnym w sztafecie 4 × 100 m. W 2007 zdobył dwa brązowe medale: na 110 m ppł oraz w sztafecie 4 × 400 m, w 2009 wywalczył srebro na 110 m ppł oraz brązowy w sztafecie 4 × 100 m, w 2013 został srebrnym medalistą tych zawodów na 110 m ppł, natomiast w 2015 zdobył brązowy medal na 110 m ppł.
Mistrz Luksemburga na 110 m ppł z lat 1998, 2000, 2001, 2005, 2006, 2007, 2009, 2010, 2011, 2012, 2013, 2014 i 2015 oraz na 400 m ppł z lat 2000, 2001, a także wicemistrz kraju na 200 m z 2006.
Reprezentant klubu CS Luxembourg trenowany przez Marca Dollendorfa.
Rekordy życiowe:
- 100 m – 11,37 s (Saint-Mard, 31 sierpnia 2002)
- 200 m – 22,87 s (Luksemburg, 25 maja 2002)
- 400 m – 50,88 s (Luksemburg, 15 września 2002)
- 110 m ppł – 13,95 s (Dudelange, 16 czerwca 2007/Luksemburg, 16 września 2007), rekord Luksemburga[22]
- 400 m ppł – 52,43 s (Diekirch, 1 czerwca 1999)
- 60 m ppł (hala) – 8,03 s (Luksemburg, 27 stycznia 2007/Karlsruhe, 11 lutego 2007), rekord Luksemburga[23]